# Β-Lactam-Antibiotika

Grundstruktur der Penicilline (oben) und Cephalosporine (unten). Der β-Lactamring ist rot markiert.

Zur Gruppe der β-Lactam-Antibiotika (auch Beta-Laktam-Antibiotika) gehören verschiedene Antibiotika oder antibakteriellen Antiinfektiva, die alle den viergliedrigen Lactam-Ring einer Azetidin-2-on-Struktur aufweisen. Sie gehen zurück auf das vom schottischen Bakteriologen Alexander Fleming 1928 aus Kulturen des Schimmelpilzes Penicillium notatum extrahierte Penicillin, das zugleich der bekannteste Vertreter dieser Gruppe ist. Sie wirken auf Bakterien während der Zellteilung bakterizid, indem die Vernetzung neugebildeter Peptidoglycane unterbunden wird.  Unterschiede in ihrer Wirksamkeit begründen sich vor allem durch verschiedene Affinität und Penetrationsfähigkeit. Heutzutage werden β-Lactam-Antibiotika überwiegend halbsynthetisch erzeugt.
| Stoffgruppe der Azetidin-2-one |
| ------------------------------ |
| Azetidin-2-one (β-Lactam)      |
| Azetidin-2-on                  |

Zugleich bilden die Azetidin-2-one eine Stoffgruppe in der organischen Chemie.

## Geschichte
Um 1940 entwickelten Howard Walter Florey und Ernst Boris Chain Medikamente auf Basis des Penicillins, die ein Jahr später zum ersten Mal therapeutisch eingesetzt wurden. Dafür erhielten die beiden gemeinsam mit Fleming 1945 den Nobelpreis für Medizin. Damals wurden Penicillinpräparate häufig falsch eingesetzt, insbesondere auch gegen Krankheitserreger, die von Natur gegenüber β-Lactam-Antibiotika unempfindlich sind.
Mehrfach entwickelten zuvor empfindliche Krankheitserreger Antibiotikum-Resistenzen gegen die eingesetzten β-Lactampräparate. Es wurden daher im Laufe der Zeit mehrere „Generationen“ von β-Lactampräparaten entwickelt, da die vorher eingesetzten Präparate keine zuverlässige Wirkung mehr zeigten.

## Wirksamkeit
Alle β-Lactam-Antibiotika sind unwirksam gegen Mykoplasmen, Chlamydien und Legionellen. Daneben existieren auch bei manchen anderen Bakterien erworbene Resistenzen, die auf einer β-Lactamase beruhen. Bei hohen Konzentrationen an Bakterien kommt es bei β-Lactam-Antibiotika zu einer Abnahme der Wirkung, die als Eagle-Effekt bezeichnet wird.

## Nebenwirkungen
β-Lactam-Antibiotika sind in der Regel für den Menschen gut verträglich, was auf den Wirkungsmechanismus zurückzuführen ist. Sie greifen in die Zellwandsynthese von sich teilenden Bakterien ein – dieser Stoffwechselvorgang kommt beim Menschen nicht vor.
Jedoch existieren inzwischen viele Allergien gegen Penicillin und verwandte Substanzen, die von leichten Hautreaktionen bis zum anaphylaktischen Schock in allen Schweregraden reichen können. Auch muss mit Kreuzallergien zwischen den einzelnen β-Lactam-Antibiotika gerechnet werden.

## Einteilung
Man unterscheidet heute folgende vier Gruppen von β-Lactam-Antibiotika: Penicilline, Cephalosporine, β-Lactamase-Inhibitoren und sonstige β-Lactam-Antibiotika.

### Penicilline
- β-Lactamase-sensitive (-instabile) Penicilline
  - Benzylpenicillin (Penicillin G)
  - Phenoxymethylpenicillin (Penicillin V)
  - Propicillin
  - Azidocillin
- β-Lactamase-resistente (-stabile) Penicilline
  - Flucloxacillin
  - Dicloxacillin
  - Cloxacillin
  - Oxacillin
  - Methicillin
- Breitbandpenicilline oder Breitspektrumpenicilline
  - Aminopenicilline
    - Amoxicillin
    - Ampicillin
    - Bacampicillin

  - Ureidopenicilline (Acylaminopenicilline)
    - Azlocillin
    - Mezlocillin
    - Piperacillin

  - Pivmecillinam

### Cephalosporine
- Cephalosporine zur parenteralen Anwendung
  - Cephalosporine ohne erhöhte β-Lactamase-Stabilität
    - Basiscephalosporine (Cephalosporine der 1. Generation)

  - Cephalosporine mit erhöhter β-Lactamase-Stabilität
    - Cefuroxim
    - Cefamandol
    - Cefoxitin
    - Cefotiam

  - Breitspektrumcephalosporine
    - Cefotaxim
    - Cefovecin
    - Ceftazidim
    - Cefepim
    - Cefodizim
    - Ceftriaxon
- Oralcephalosporine
  - Oralcephalosporine ohne erhöhte β-Lactamase-Stabilität
    - Cefaclor
    - Cefadroxil
    - Cefalexin

  - Oralcephalosporine mit erhöhter β-Lactamase-Stabilität
    - Cefixim
    - Cefuroximaxetil
    - Cefetametpivoxil
    - Ceftibuten
    - Cefpodoximproxetil

### β-Lactamase-Inhibitoren
- Clavulansäure
- Sulbactam
- Tazobactam
- Avibactam[1]

### Sonstige
- Carbapeneme
  - Imipenem
  - Meropenem
  - Doripenem
  - Ertapenem
- Peneme
  - Faropenem
  - Ritipenem
  - Sulopenem
- Carbacepheme
  - Loracarbef
- Monobactame
  - Aztreonam

## Resistenzen und Mechanismen
Während der Anwendung von β-Lactam-Präparaten entwickeln sich nur selten und langsam Resistenzen gegen die jeweiligen Präparate. Insgesamt stellten die Resistenzen gegen β-Lactam-Präparate jedoch inzwischen ein ernsthaftes Problem dar. Hierbei sind drei Resistenzmechanismen zu unterscheiden:
- unempfindliche Penicillin-Bindeproteine
- Membranveränderungen
- Bildung von β-Lactamasen

β-Lactamasen sind von den Bakterien gebildete Enzyme, die den β-Lactam-Ring der Präparate öffnen. Die β-Lactam-Präparate werden damit unwirksam. Die genetische Information zur Bildung der β-Lactamasen wird chromosomal oder plasmidal vererbt. Je nach der unwirksam gemachten Gruppe von β-Lactam-Präparaten werden die β-Lactamasen als Penicillinasen, Cephalosporinasen oder Carbapenemasen bezeichnet.
Um β-Lactamase-stabile Penicilline zu erhalten, werden voluminöse Gruppen in das Penicillinmolekül eingeführt. Diese neu eingeführten Teile des Penicillinmoleküls behindern durch die veränderte räumliche Struktur des Gesamtmoleküls (sterisch) die Öffnung des β-Lactam-Rings. Ebenfalls möglich ist die Anwendung von β-Lactamase-Hemmstoffen, wie Clavulansäure, Sulbactam oder Tazobactam.
β-Lactam-Antibiotika blockieren nicht nur die Teilung von Bakterien inklusive der Cyanobakterien, sondern auch die Teilung der photosynthetisch aktiven Organellen der Glaucocystaceaen (Cyanellen), sowie der Chloroplasten von Blasenmützenmoosen, Lebermoosen (Marchantia polymorpha) und Moosfarnen (Selaginella nipponica.). Auf die Teilung der Plastiden der höher entwickelten Gefäßpflanzen wie beispielsweise bei Tomaten haben sie jedoch keinen Effekt. Dies ist ein Hinweis darauf, dass bei höheren Pflanzen durch evolutionäre Veränderungen der Plastidteilung β-Lactam-Antibiotika auf Chloroplasten keine Wirkung mehr zeigen.